# Eleazar Soria
Eleazar Soria (Lima, 11 gennaio 1948 – Lima, 24 giugno 2021) è stato un calciatore peruviano, di ruolo difensore.

## Carriera

### Club
Ha giocato nella massima serie dei campionati peruviano e argentino.

### Nazionale
Con la nazionale peruviana ha giocato dal 1972 al 1978, vincendo la Copa América 1975.

## Palmarès

### Club

#### Competizioni nazionali
- Campionato peruviano: 6

Universitario: 1967, 1969, 1971, 1974
Sporting Cristal: 1979, 1980

#### Competizioni internazionali
- Coppa Libertadores: 1

Independiente: 1975
- Coppa Interamericana: 1

Independiente: 1975